# ボクの彼女は3つ年上
『ボクの彼女は3つ年上』（ぼくのかのじょはみっつとしうえ）は、芹沢やすみによる日本の漫画作品（『週刊セブンティーン』（集英社）1979年増刊1月1日号掲載の読み切り短編漫画）、および同作を表題作とする漫画短編集単行本である。他の収録作品は「キミの翼で」「半年前の美女志願」「打算の証明」「決定!みじめっ子大賞'81」「とびだせ!!我らDO=Tぶらざーず」。

## あらすじ
17歳の修司は自分の家庭教師・三影京に恋しているが、京は修司を子供扱いして全く恋愛対象として見ていない。奥手の修司と男勝りに大型バイクを乗り回している京、二人の成り行きを修司の悪友達も興味津々で見守るが…。

## 登場人物
修司（しゅうじ）
主人公。17歳の高校2年生で見た目は女性なみのロングヘアーで華奢な体格である。
自分の家庭教師である3歳年上の京に恋しているが、京には全く相手にされず、一人前の男として見てもらうためのトレーニングで建太の飼い犬(猛犬)と散歩する、ディスコ・ヤコブでウェイターのバイトをする、建設現場で土方をやる等々の馬鹿らしくも涙ぐましい努力をすることになる。
原動機付自転車の免許をもっており、湘南まで50ccの原付で京を追いかけようとした。
三影 京（みかげ きょう）
20歳の大学生で修司の家庭教師。喫煙者で大型自動二輪の免許を持っており、ホンダの750ccに乗っている。
修司に惚れられているのはわかっているが、全くもって相手にしていない。
カオル
修司の悪友。未成年ながら喫煙する。　
建太（けんた）
修司の悪友。
計（けい）
京の大学の後輩でバイク友達。身長180センチぐらい。修司に自分を諦めさせる為に、京に頼まれて偽の彼氏にさせられる。

## 単行本
- SEVENTEEN COMICS 集英社

全1巻(ISBNコードは無し)